# Canopée fractale

Arbre en H : angle= π, rapport= ; dimension de Hausdorff =2

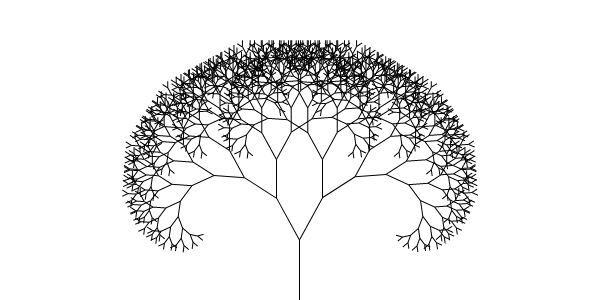
Arbre fractal simple

En géométrie, une canopée fractale est un arbre fractal qui est l'une des fractales les plus faciles à créer. Une canopée est créée en divisant un segment de ligne en deux segments plus petits à ses extrémités, puis en divisant également les deux segments plus petits, et ainsi de suite, à l'infini,,. Les canopées se différencient par l'angle entre les segments adjacents concurrents et le rapport entre les longueurs des segments successifs.
Une canopée fractale a les trois propriétés suivantes :
1. L'angle entre deux segments de ligne voisins est le même dans toute la fractale ;
2. le rapport des longueurs de deux segments de ligne consécutifs est constant ;
3. les points situés à l'extrémité des plus petits segments de droite sont interconnectés, c'est-à-dire que la figure entière est un graphe connexe.

L'appareil respiratoire humain ressemble à une canopée fractale tout comme les arbres, les  vaisseaux sanguins, la digitation visqueuse ou les cristaux avec une vitesse de croissance convenablement ajustée à partir des germes